# Christophe Horlaville
Christophe Horlaville (Rouen, 1º marzo 1969) è un ex calciatore francese, di ruolo attaccante.
È il primatista di reti del Cannes nelle competizioni calcistiche europee con 5 marcature.

## Carriera

### Club
Vanta 119 presenze e 28 reti in Ligue 1 e 4 incontri con 3 gol nella Coppa UEFA 1994-1995. La prima rete in Europa è realizzata contro il Fenerbahçe (4-0), società alla quale infligge una doppietta nella sfida di ritorno (1-5).
Il 2 agosto 1997 realizza la sua prima rete con la maglia del Le Havre in Olympique Marsiglia-Le Havre 3-1.

### Dopo il ritiro
Nel luglio del 2008 la FFF attacca l'ex calciatore alla Corte penale di Caen per la pratica illegale della professione di agente di Horlaville. La FFF chiede un simbolico euro di danni e interessi a Horleville.

## Palmarès

### Club

#### Competizioni internazionali
- Coppa Intertoto UEFA: 1

Guingamp: 1996